# Dusona vibecifera
Dusona vibecifera là một loài tò vò trong họ Ichneumonidae.